# Aušrinė Stundytė
Aušrinė Stundytė (* 1976 in Vilnius) ist eine litauische Sängerin (Sopran).

## Leben
Von 1994 bis 2000  studierte Aušrinė Stundytė  Gesang an der Musik- und Theaterakademie Litauens bei Irena Milkevičiūtė, daneben Sozialarbeit an der Philosophie-Fakultät der Universität Vilnius und  ab 2000 als DAAD-Stipendiatin an der Hochschule für Musik und Theater in Leipzig bei Helga Forner. Stundytė sang im Ensemble der Oper Köln, unter anderem Nedda in Pagliacci, Mimi in La Bohème, Agathe im Der Freischütz und Cio-Cio-San in Madama Butterfly.  2014 stellt sie die Katerina in Schostakowitschs Lady Macbeth von Mzensk in der Aufführung an der Oper Antwerpen dar.
Aušrinė Stundytė bekam 2008 ein Stipendium vom Richard-Wagner-Verband Köln und wurde mit mehreren Preisen ausgezeichnet.
Bei den Salzburger Festspielen 2020 sang sie die Elektra in der gleichnamigen Oper von Richard  Strauss.
Stundytė ist verheiratet mit einem griechischen Sänger und lebt in Köln.

## Auszeichnungen
- Musikpreis der RWE-Energie AG 2001
- Sonderpreis der Chambre Professionnelle des Directeurs d’Opéra Paris
- Sonderpreis der Helikon-Oper in Moskau
- 2. Preis Operette beim 25. Internationalen Hans Gabor Belvedere Gesangswettbewerb in Wien